# Clovis (New Mexico)
Clovis er en by i den østlige del af den amerikanske delstat New Mexico. Clovis er county seat i Curry County, der grænser op til Texas. Ved folketællingen i 2010 havde Clovos en befolkning på 37.775 indbyggere. I 2014 var befolkningstallet estimeret til 39.860.
Clovis ligger i et landbrugsområde og er primært kendt for sin rolle i udviklingen af den tidlige rock and roll og rockabilly og for den nærliggende Cannon Air Force Base. I 1929-30 blev gjort flere arkæologiske fund, der afdækkede den såkaldte Cloviskultur, en palæoindiansk kultur, der blev anset at være grundstammen for de senere indianerkulturer i Nord- og Mellemamerika.

## Historie
Området i det østlige New Mexico var hjemsted i den forhistoriske Cloviskultur, en væsentlig gruppe af oprindelige folk i Amerika. Flere fund er foretaget i området, der udgør en turistattraktion.
Byen Clovis blev grundlagt i 1906 i forbindelse med etableringen af jernbanen 'Atchison, Topeka and Santa Fe Railway', der blev ført gennem området. Jernbanens ingeniører valgte stedet, hvor byen skulle grundlægges. Byen hed oprindeligt "Riley's Switch", men ændrede kort efter navn til Clovis, opkaldt efter Frankerkongen Klodevig 1., kaldet 'Clovis' på engelsk. Bebyggelsen voksede hurtigt, og området opnåede i 1909 status som 'incorporated'.

## Geografi og klima
Clovis ligger i den sydøstlige del af Curry County ved 34°24′45″N 103°12′17″V / 34.41250°N 103.20472°V ca. 14 km vest for Texas. Byens centrum er beliggende 1.305 meter over havets overflade
Klimaet i området er relativt tempereret med lav luftfugtighed. Der kan være kraftige vinde som følge af det flade åbne land omkring byen. Somrene er varme med lejlighedsvise hedebølger og vintrene er kolde med kraftige snefald i januar-februar. Kraftige tordenbyger forekommer i foråret, og om sommeren er kraftig regn ved aftentide ofte forekommende. Der kan opstå tornadoer og Clovis er beliggende ved den sydlige udkant af 'Tornado Alley', en betegnelse for de områder i USA, hvor tornadoer er ofte forekommende.

## Demografi
Ved folketællingen i 2010 var der 37.775 indbyggere i Clovis. Befolkningstætheden var 563,3 indbyggere pr. 563.3/km².
Byens befolkning består i overvejende grad af indbyggere af europæisk afstamning og latinoer. Byen har en mindre befolkning af afroamerikanere.
Indkomstmedianen for en husholdning i byen var $28.878 og medianindkomsten for en familie var $33.622. Indkomsten pr. indbygger var $15.561. Omkring 21,0% af befolkningen ligger under den amerikanske fattigdomsgrænse.

## Kultur

### Tidlig Rock and Roll og rockabilly
Byen opnåede lokalt opmærksomhed i midten af 1950, da den husede Norman Pettys orkester ‘Norman Petty Trio’, der opnåede succes med lounge/pop-musik og kompositionerne "Mood Indigo" og "Almost Paradise". Norman Petty byggede et for datiden avanceret lydstudie og en række texanske musikere som Roy Orbison, Waylon Jennings, Charlie "Sugartime" Phillips og Bobby Fuller foretog indspilninger i Pettys studie i begyndelsen af deres karriere.
Mest berømt er Norman Pettys samarbejde med Buddy Holly og The Crickets, der indspillede størstedelen af deres materiale i Pettys studie i Clovis. Også efter Hollys brud med Petty fortsatte mange andre artister med at indspille i studiet i Clovis.

### I film
Den anmelderroste western Hell or High Water fra 2016 er optaget primært i Clovis.